# CIMA (プロレスラー)
CIMA（シーマ、本名：大島 伸彦（おおしま のぶひこ）、1977年11月15日 - ）は、日本の男性プロレスラー。大阪府堺市北区出身。血液型O型。
「心臓バクバクするプロレス」をテーマに掲げている。闘龍門JAPANの旗揚げのメンバーであり、1期生でもあるDRAGON GATEでは中心選手として活躍していた。

## 経歴

### 闘龍門入門以前
中学生のころ、兄と見に行ったウルティモ・ドラゴンのプロレスを見て感動してプロレスラーを目指す。高校生の頃は部活にも入らずトレーニングとアルバイトの日々を送り、時にはアルバイトのために学校を休むこともあった。貯まったアルバイト代でメキシコへ渡り、ドス・カラスに師事する。電話で母の声を聞いてホームシックにかかり帰国するが、その後もプロレスのためにトレーニングとアルバイトを3年間続けた（この時、非公認ではあるが、プロのリングでの試合も経験）。
メキシコ修行と前後してアマチュアプロレス団体最大手のJWA関西に入団してアマチュアプロレスデビュー。覆面レスラー「ミッキー隼野Jr.」として当時から非凡な才能を発揮していた。ミッキー隼野はJWA関西にて一時代を築いたアマチュアプロレス界屈指の名選手で、Jr.として名を継いだことからも期待の逸材であったことが窺える。なお、現在所属しているDRAGON GATEの意向により、同じくJWA関西に所属していた吉野正人と同様にアマチュアプロレスのJWA関西で活動していたキャリアについては公式に公表されていない。

### 闘龍門
その後、ウルティモ・ドラゴンが立ち上げるというプロレススクール「闘龍門」の記事を見て一念発起。闘龍門の1期生に応募。1期生の枠4人のうち、すでに旗揚げ以前からウルティモ・ドラゴンと面識のあった黒木克昌（マグナムTOKYO）、藤井達樹（現：ドン・フジイ）、諏訪高広（現：SUWA）の3名が決定しており、最後の1人を決める際に、ウルティモ・ドラゴンが知人である三遊亭楽太郎の妻に依頼して、選ばれたのがCIMAである。
1997年5月11日、メキシコのアレナ・ナウカルパンにおける対黒木克昌戦で大島伸彦の名でデビュー。その後、シーマ・ノブナガに改名。
ユニットのCRAZY-MAXを1期生のSUWA、フジイと共に結成（その後TARUが加入し、4人体制に）、最年少ながらリーダーとなった。日本上陸後、しばらくしてSHIIMAに、その後CIMAへ改名する。
2000年に開催された第3回「スーパーJカップ」では、決勝で獣神サンダー・ライガーに敗れて準優勝となったが、一躍日本のジュニア界にその名を知らしめた。
その後、M2Kやイタリアン・コネクションと抗争を繰り返す。

### DRAGON GATE
2004年、闘龍門から闘龍門ジャパンが独立しDRAGON GATEとなると、同団体でもエースとなった。闘龍門JAPAN時代に保有していたUDG王座は封印されることとなったが、代わりに新設されたオープン・ザ・ドリームゲート王座の初代王者に認定された。
また、C-MAX解散後は後継軍団といえるブラッドジェネレーションを結成。ヒール集団として暴れまくるも、Gammaが加入してから徐々に確執が表面化し、ユニットは分裂。ROHのメンバーを加えて国際派BGを結成。その後、BGを解消して、ドラゴン・キッド、横須賀享、斎藤了らとタイフーンを結成。しかし2006年11月23日にGammaとの敗者髪切マッチに敗れ、丸坊主にされた。
2007年7月、神戸ワールド記念ホールで獣神サンダー・ライガーを破り、オープン・ザ・ドリームゲート王座を奪取。2007年10月8日、ツインメッセ静岡でストーカー市川を破り、オープン・ザ・お笑いゲート王座を奪取して2冠王となった。しかし9月22日・大田区大会のオープン・ザ・ドリームゲート戦（対土井成樹）で首を負傷し、救急車で運ばれる。しばらくは、それを感じさせないファイトを繰り広げていたが2008年4月頃から首が悪化し、5月5日の名古屋大会を最後に欠場。6月6日にリハビリマッチを行うも、半年以上欠場を余儀なくされた。6月29日の大阪府立体育会館第2競技場大会にて、鷹木信悟とB×Bハルクがオープン・ザ・ドリームゲート王座次期挑戦者決定戦にて60分時間切れドロー。これによりオープン・ザ・ドリームゲート王座返上を決意。
2008年12月28日、福岡国際センター大会で復帰。オープン・ザ・ツインゲート統一タッグ王座戦で獣神サンダー・ライガーと組んで王者組のYAMATO・サイバー・コング組に挑戦するもYAMATOのスリーパー・ホールドにより失神、TKO負けを喫した（同日、所属ユニットのTyphoonも解散）。
2009年1月には音信不通となり、ヨーロッパで復帰に向けて極秘にトレーニングを積んでいたらしい。その間、ブログや週刊プロレスのコラム等も休止状態となっていた。また東京スポーツの一面では、失踪してるという記事が取り上げられていたが、現地2月10日にアメリカのWWEのトライアウトを受験し、シバのリングネームでSmackDown!のダーク・マッチで、ジェイミー・ノーブルと対戦したが敗れた。
その後、当初から復帰予定であった3月1日DRAGON GATEの大阪府立体育会館第2競技場大会で、Gammaに呼び込まれリングに登場。新ユニットWARRIORS-5の結成と3月5日後楽園ホール大会からの完全復活を宣言。3月22日、両国国技館大会で吉野を破り、自身初のオープン・ザ・ブレイブゲート王座を獲得した。
2010年6月18日、大阪プロレスとの全面対抗戦でビリーケン・キッドを破り、大阪プロレス王座を奪取した。この際獲ったベルトをゴミ袋などに入れるなどの暴挙にでる。
シフトチェンジと称しWARRIORSと土井軍と合体。過去に存在したブラッドジェネレーションの名を使いBlood Warriorsを結成する。また「ノマドレスラー」と称し、2011年より2012年3月まで年間ではなく月単位契約となっていた（土井、戸澤も同様の形）。
2011年12月25日、福岡国際センターで望月成晃からオープン・ザ・ドリームゲート王座を奪取し第14代王者となった。しかし、2012年1月19日の敗者ユニット脱落マッチでクーデターを起こされ、Blood Warriorsを追放された。翌日から救出に入ったフジイと夫婦タッグを復活、その後Gamma、市川、望月と第2次ベテラン軍（後の帰ってきたベテラン軍）を結成。
その後もドリームゲート王座の防衛を続け、ジミー・ススム、PAC、サイバー・コング、堀口元気H.A.Gee.Mee!!、戸澤陽、YAMATO、土井、吉野、B×Bハルク、鷹木信悟（3way）、斎藤“ジミー”了、ジミー・神田、吉野、K-ness.、戸澤、リコシェを相手に計15度の防衛に成功。2013年7月21日神戸ワールド記念ホールで鷹木信悟に敗れ、1年8ヶ月保持していた王座から陥落したが、同王座の最多連続防衛記録（15回）、最長保持記録（574日）を樹立。
2014年11月6日、後楽園ホールの解散コントラ送還マッチでミレニアルズに敗れ、オレたちベテラン軍は解散となった。さらに12月3日の後楽園ホール大会でEita&T-hawk組にツインゲート王座を奪取され、土井ダーツによりMAD BLANKEY入りが決定。
2015年5月5日、金網マッチ後にドン・フジイ、Gammaと共にMAD BLANKYを追放される。
6月14日、共にMAD BLANKEYを追放されたドン・フジイ、Gammaとトライアングルゲートのベルトを奪取した。それから4度の防衛に成功したが、11月1日、4度目の防衛戦を終えた後、ベルトを返上。11月1日、OVER GENERATION結成。
12月27日、鷹木信悟の持つオープン・ザ・ドリームゲート王座に挑戦。Gammaの汚水攻撃、ドン・フジイのノド輪落とし、そして、望月成晃の三角蹴りを決め、自身のフィニッシュ・ホールドであるメテオラを何度も決めて、鷹木を追い詰めたが最後にメテオラを決めようとした所に鷹木が起き上がり、鷹木の雪崩式ブレーンバスターを受け、その後は、反撃ができず鷹木のラストファルコンリーで敗北。
2016年11月3日、大阪府立体育会館にて、ジミー・ススム、ジミー・カゲトラを破り、ドラゴン・キッドとともに、第40代のツインゲート王者となり（CK-1としては初戴冠）その後、8度の防衛に成功する。
2017年12月5日、キッドの負傷欠場により1年以上にわたり保持してきたツインゲート王座を返上、横須賀ススムとのタッグでT-Hawk&Eitaと新王者決定戦を戦うことに。

### OWE
2018年5月7日、岡村隆志が代表を辞任し、CIMAは株式会社ドラゴンゲートの代表に就任する形でDRAGON GATEから離れる（経営はDRAGON GATE株式会社）。中国上海市を中心とした海外事業を展開してCIMAと共にT-Hawk、エル・リンダマン、山村武寛と共に海外を中心に活動することになり、共にDRAGON GATEから「OWE」へ移籍となった。また、日本国内の参戦は、不定期とされた。ユニット「#STRONGHEARTS」を組み、国内ではW-1、DDT、九州プロレスなど他団体に精力的に参戦している。2019年11月、団体の活動拠点を上海からカンボジア・シェムリアップへ移した。2019年12月30日には、初の後楽園ホール興行を開催し、全試合 OWE vs 国内団体の対抗戦を繰り広げた。
2021年2月20日、全日本プロレス名古屋国際会議場大会において、岩本煌史が保持する世界ジュニアヘビー級王座に挑戦し勝利。第54代王者に輝き、自身としてもオープン・ザ・ドリームゲート王座以来8年ぶりのシングル王者となった。

### GLEAT
2021年3月12日、自主興行「ACTION MAX!」新宿FACE大会にて、CIMAを含める#STRONGHEARTSの4名がGLEAT入団を発表し、翌日には入団会見をした。

### 2022年
1月4日、新日本プロレスのレッスルキングダムの第0試合 『KOPW 2022』進出権争奪戦ニュージャパンランボーにサプライズで登場。翌日のタイトルマッチに参加できる４人の中に残る。
3月1日、新日本プロレスの日本武道館大会「旗揚げ記念日」にて、T-Hawk、エル・リンダマンと共に#STRONGHEARTS/GLEATとして参戦。エル・デスペラード、金丸義信、DOUKIの鈴木軍３人と対決し勝利。
その後行われたNEW  JAPAN CUPにも唯一の外敵として参戦。TAKAみちのく、金丸義信、後藤洋央紀を下しベスト8まで勝ち進んだが、3月20日の長岡大会で闘龍門の後輩でもあるオカダ・カズチカに敗れ優勝はならなかった。
2023年3月1日開催の『ジュニア夢の祭典 〜ALL STAR Jr. FESTIVAL 2023〜』では当日発表の第7試合にサプライズ出場。

## タイトル歴
GLEAT
- G-INFINITY王座
- 第4代 パートナーはカズ・ハヤシ

全日本プロレス
- 世界ジュニアヘビー級王座

第54代（防衛2回）
DRAGON GATE
- オープン・ザ・ドリームゲート王座

初代（防衛1回）
第8代（防衛6回）
第14代（防衛15回）
- オープン・ザ・ツインゲート王座

第9代、10代、33代 パートナーはGamma
第17代 パートナーはリコシェ
第40代 パートナーはドラゴン・キッド
- オープン・ザ・トライアングルゲート王座

第3代 パートナーはドン・フジイ&土井成樹
第6代 パートナーはB×Bハルク&ジャック・エバンス
第11代 パートナーは横須賀享&斎藤了
 第13代 パートナーは横須賀享&斎藤了
第23代 パートナーはGamma&KAGETORA
第27代 パートナーはGamma&堀口元気
第29代 パートナーはGamma&堀口元気
第31代 パートナーはドラゴン・キッド&リコシェ
第50代 パートナーはドン・フジイ&Gamma
- オープン・ザ・ブレイブゲート王座

第13代（防衛3回）
- オープン・ザ・お笑いゲート王座

第2代（防衛0回）
第29代（防衛0回）（返上）
DRAGON GATE USA
- オープン・ザ・ユナイテッドゲート王座

第2代 パートナーはリコシェ
第4代 パートナーはARフォックス
闘龍門JAPAN
- ULTIMO DRAGON GYM王座

初代（防衛1回）
第4代（防衛0回）（返上）
- UWA世界6人タッグ王座

第20代、22代、27代 パートナーはSUWA&ビッグ・フジイ
第25代 パートナーはTARU&ビッグ・フジイ
- EL NUMERO UNO優勝（2003年）

闘龍門2000プロジェクト
- インターナショナルライトヘビー級王座

第2代（防衛0回）（返上）
DDTプロレスリング
- KO-D6人タッグ王座

第36代 パートナーはT-Hawk&トアン・イーナン
- アイアンマンヘビーメタル級王座

第1647代
みちのくプロレス
- みちのくふたり旅優勝

1999年 パートナーはSUWA
大阪プロレス
- 大阪プロレス王座

第18代（防衛1回）
PWG
- バトル・オブ・ロサンゼルス優勝（2007年）

AWF
- AWFヘビー級王座[5]

IWRG
- IWRGウェルター級王座
- 連邦区トリオ王座

プロレス大賞
- 技能賞（2006年）

## 入場曲
- Perfect! / Jesus Believe Me
- I Like Cola / Jesus Believe Me
- Me GUSTA COLA / FIRST BLOOD（2008年 - 2010年）
- Me GUSTA COLA / JOE ex.Gilles de Rais（2010年 - ）
作曲：JOE
- Scatman's World / スキャットマン・ジョン
- Beauty & Stupid / hide

## CIMAロワイヤル
2011年末にオープン・ザ・ドリームゲート王座を奪取した後、2012年内の王者・CIMAへの次期挑戦者はバトルロイヤル形式の「CIMAロワイヤル」で決められていた。
- 2012年1月15日・大阪府立体育会館・第二競技場「CIMAロワイヤル1」 - ジミー・ススム
- 2月20日・兵庫・神戸サンボーホール「CIMAロワイヤル2」 - PAC
- 4月7日・愛知・名古屋テレピアホール大会で「CIMAロワイヤル3」 - サイバー・コング
- 5月19日・大阪・BODYMAKER COLOSSEUM「CIMAロワイヤル4」 - 問題龍
5月27日の佐賀・諸富ハートフル大会でKING OF GATE2012優勝者の堀口元気H.A.Gee.Mee!!と問題龍が次期挑戦者決定戦を行い、堀口が次期挑戦者となった。
- 6月24日・兵庫・神戸サンボーホール大会「CIMAロワイヤル5」 - 戸澤陽
- 8月2日・東京・後楽園ホール大会でオープン・ザ・ツインゲート統一タッグ選手権試合 ~CIMAロワイヤル6~を土井・吉野組と鷹木・YAMATO組が争い、フォールしたYAMATOが次期挑戦者となった。
- 同日、メイン終了後に「CIMAロワイヤル」を緊急開催。土井・ジミー・神田・谷崎なおき・新井健一郎が争い、土井が勝ち上がった。そして防衛戦終了後、乱入した谷崎が挑戦を表明した。しかし、CIMAはこれを「お前とのドリームゲートはナシや。ドリームゲートに挑戦したいんやったら、ドリームゲートのルールに従ってCIMAロワイヤルに勝ち上がってこいや!」と却下したが、シングルマッチを了承した。10月12日の東京・後楽園ホール大会でランバージャックマッチを行い、勝利した。
- 9月30日・兵庫・神戸サンボーホール大会「CIMAロワイヤル8」 - 吉野正人
- 11月23日の佐賀・諸富ハートフル大会メイン終了後、CIMAは鷹木信悟とB×Bハルクのマイク中に乱入、挑戦者の証であるカギを2つ用意して12月23日、福岡・国際センター大会のメインイベントで史上初のオープン・ザ・ドリームゲート選手権試合3wayマッチ~CIMAロワイヤル最終章~を行うと発表し、3way戦でも防衛を果たした。

## リングネーム
CIMAが現在と過去に用いていたリングネーム。
- 大島伸彦
- シーマ・ノブナガ
- SHIIMA
- CIMA（現在使用中）
- cima（ジミーズと共闘時のみ控えめに小文字）
- シバ（WWE）

シーマ・ノブナガとCIMAのリングネームの由来は当時修行していたメキシコの人々がオオシマという発音がうまくできず、オッシーマとなってしまうことと、当時、兄が乗っていた車「シーマ」がかっこ良かったからという二つの理由からである。

## エピソード
- 3人兄弟の末っ子。
- 2009年にタレントの益田エレニと結婚、2010年に第一子（長女）が誕生している。妻はギリシャ人の父を持つハーフで、その縁もあって結婚以降はギリシャ国旗と同じ水色を自身のパーソナルカラーにしている。
- みちのくプロレスにおいて、TAKAみちのくとの抗争時には、TAKAのパスポートを焼くという暴挙に出る。TAKAがDRAGON GATEに乗り込んできた時に行われた貴重品コントラ貴重品マッチでは、逆にパスポートを奪われている。
- 左膝が極端に悪く、首の骨もまっすぐになっていないほど痛めていたが、2009年には克服している。
- CRAZY-MAXの初期、前髪をゼブラ模様にし、左目にキリトのようなペイント、さらには黒のマニキュアをほどこしていた。
- ウルティモ・ドラゴンのインタビューによると「顔で言ったら間違いなく善玉（ベビーフェイス）なのだが、それだと当たり前でインパクトも無くなってしまう。だから、ヒールにした」とのこと。しかし、現在はほぼベビーフェイスである。
- 趣味は洗車と旅行[6]。
- 2002年に愛車でうどん屋に突っ込んでしまう。車は大破するが店員や客にケガはなく本人も軽傷で済んだ。その後、「うどん屋にトペ・スイシーダ」としてネタにされている。
- メキシコ時代、練習後にシャワーを浴びていたら、着ていた服や靴を盗まれ、スパッツとサンダル一丁で合宿所代わりのアパートに帰る羽目になった。
- 阪神タイガースファンとしても知られ、新井とともにテレビの阪神戦中継にゲスト出演したこともある。
- 対戦相手を罵倒する際に、TAKAを吉田、Gammaを菅本と本名を呼んでおちょくる。逆にTAKAには「大島伸彦くん、いや、ノーブちゃーん」とおちょくられる。
- 土井に続き、ブレイブゲートとドリームゲートのシングル2階級制覇を達成した。
- DRAGON GATEで初のリアルグランドスラム（オープン・ザ・ドリームゲート王座、オープン・ザ・ブレイブゲート王座、オープン・ザ・ツインゲート統一タッグ王座、オープン・ザ・トライアングルゲート王座、オープン・ザ・お笑いゲート王座）を達成。
- プロレスリング・ノア参戦時、丸藤正道と初遭遇。試合後に太田一平、リッキー・マルビンと握手をしたものの丸藤とは大胸筋を動かしあった。
- 青を「人生のカラー」とし、チームカラーが青だったBlood Warriors追放後もコスチューム等の青色は譲らなかった。
- ドン・フジイと組むとファンはCRAZY-MAXを思い出すが、CIMA本人はこのことに関して「終わったこと」と嫌がっている。
- 日本語以外にスペイン語、英語（アメリカ式）を使いこなせる。特にスペイン語はかなりのレベルで、インタビューの際にも問題なく受け答えが出来る。英語もそれなりに使いこなしており、英語圏出身のレスラーであるリコシェやPACとも英語でプロレス的な会話が可能。
- キュレーターとしてリング上でマッチメイクを行っている傍ら、試合にも積極的に参戦し、琴香などの若手育成にも力を注ぐ。
- みちのくプロレスに「SASUKE組」のシーマ・ノブナガとして参加していた1998年、青森県民体育館大会においてメインイベントに乱入し、敵対していたスペル・デルフィン率いる正規軍の試合を他メンバーと共に妨害した。この時、エキサイトした観客がカップ酒の瓶をリング内に投げ込んだが、それが偶然SASUKEの側を歩いていたシーマの側頭部に命中して割れてしまった。極めて危険なアクシデントであり、シーマはその場に倒れ込んだが、直後にカード変更して行われたSASUKE組 VS 正規軍の12人タッグマッチには参加。頭部に包帯を巻く応急処置を施し、試合後は瓶の投げ入れについて物申す事なく会場を去った。

## 関連書籍
- 『OH! CIMA』 CIMA著、新紀元社、2002年。ISBN 4-7753-0099-7 - ターザン山本監修、ドキュメントフォトブック。
- 『夢の扉の開き方』 CIMA著、東邦出版、2009年。 - 初の自伝。
- 『CIMA独占インタビュー!』ドラゴンゲートプロレス著 2009年5月25日[7]。